# Anastázie Řecká a Dánská
Princezna Anastázie Řecká a Dánská (rozená Nonie May Stewartová; 20. ledna 1878 – 29. srpna 1923) byla dědička amerického původu a členka řecké královské rodiny. Provdala se za prince Kryštofa Řeckého a Dánského, nejmladší dítě krále Jiřího I. Řeckého a jeho manželky velkovévodkyně Olgy Konstantinovny Ruské.

## Mládí
Narodila se jako May Stewartová v Zanesvillu v Ohiu jako dcera Williama Charlese Stewarta, bohatého obchodníka, a jeho manželky Mary Holdenové, kteří se vzali 11. prosince 1874. V roce 1880 se Stewartovi přestěhovali do Clevelandu v Ohiu, kde její matka nedlouho poté zemřela a její otec se znovu oženil. May byla vzdělávána doma až do věku sedmnácti let, kdy byla poslána do Miss Porter's School pro mladé slečny ve Farmingtonu v Connecticutu. Brzy byla představena vyšší společnosti.

## První a druhé manželství
Dne 1. října 1894 v Clevelandu se jako „Nonie May Stewartová“ provdala za George Elyho Worthingtona, syna Ralpha Worthingtona (který byl synem George Worthingtona, významného clevelandského průmyslníka). V povolení k uzavření sňatku je nepřesně uvedeno, že se narodila v roce 1876, protože zákon v Ohiu vyžadoval, aby ženy byly starší 18 let, aby se mohly vdát. Pár žil jako manželé čtyři roky bez dětí.
Není jasné, jak a kde, ale manželství skončilo 23. března 1899 rozvodem nebo anulací. Sčítání lidu v USA v roce 1900 zaznamenává, že „May Worthingtonová“ toho roku žila se svým otcem a nevlastní matkou v Clevelandu (George Ely Worthington se narodil 7. května 1872 v Clevelandu a zemřel 22. srpna 1950 v Temple City v Kalifornii a zanechal po sobě vdovu a tři děti, které přežily princeznu Anastázii). Vzhledem k tomu, že původní manželství bylo uzavřeno pod falešnou záminkou a když May byla právně nezletilá, je nejpravděpodobnější anulace.
Dne 3. srpna 1900 v Clevelandu se May podruhé vdala: ženichem byl William Bateman Leeds, bohatý obchodník, který se narodil 10. září 1861 v Richmondu v Indianě. Toto bylo také jeho druhé manželství, předchozí skončilo v roce 1896. Nonie May a Leeds měli jednoho syna, Williama Batemana Leedse, Jr., narozeného 19. září 1902. Leeds zemřel v roce 1908 v Paříži ve Francii a zanechal po sobě jmění odhadované na 35 milionů dolarů a pověst amerického „plechového krále“. Přezdívku získal na základě jeho finančního úspěchu v oblasti pokovování.

## Třetí manželství

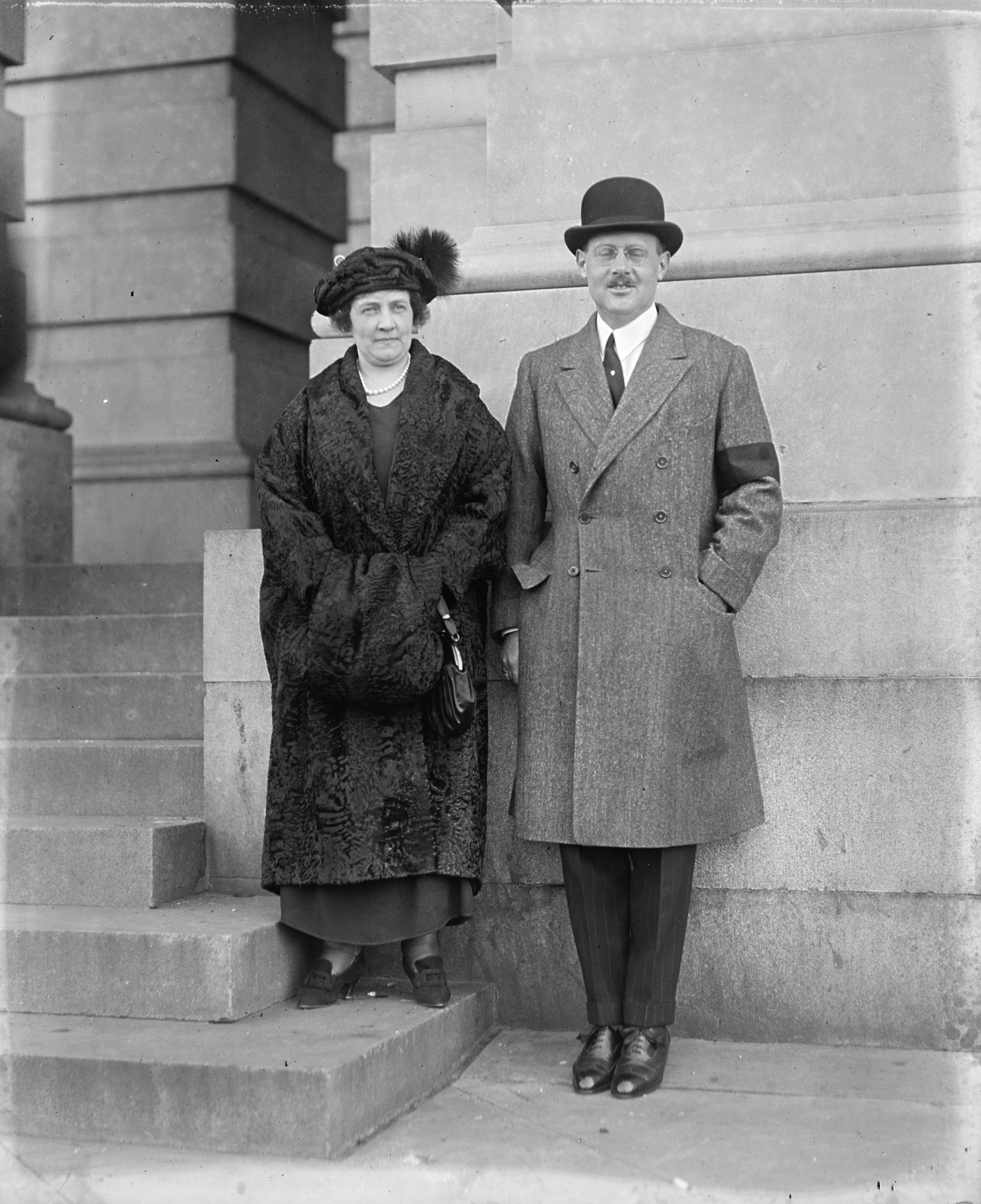
Princezna Anastázie a princ Kryštof Řecký a Dánský, 1923

Svatba se konala 1. února 1920 ve Vevey ve Švýcarsku, šest let po zásnubách. O čtyři dny později nevěsta přijala, jak bylo obvyklé, nové křesťanské jméno: Anastázie. Poté byla oficiálně oslovována jako Její královská Výsost princezna Anastázie Řecká a Dánská. Americký tisk ji však nadále označoval jako „dědičku cínového talíře“, „dolarovou princeznu“ nebo „miliónovou princeznu“.
Krátce po svatbě s princem Kryštofem byla Anastázii diagnostikována rakovina. Zemřela o tři roky později v roce 1923 v Spencer House v Londýně. Podle její závěti byly její ostatky vráceny do Spojených států a byla pohřbena se svými rodiči v rodinném mauzoleu na hřbitově Woodlawn v Bronxu v New Yorku.
V roce 1929 se princ Kryštof oženil s princeznou Františkou Orleánskou a zplodil syna, prince Michaela Řeckého a Dánského, který se narodil v lednu 1939. Princ Kryštof zemřel o rok později.